# Lý hoài nam
Lý hoài nam, còn có các tên khác là lý qua đèo, lý chiều chiều, là một bài dân ca Bình Trị Thiên thuộc thể loại Lý - một làn điệu dân ca của Việt Nam.

## Nội dung
Bài dân ca lý hoài nam có tứ thơ là câu ca dao:
Chiều chiều dắt bạn qua đèo
Chim kêu bên nớ, vượn trèo bên ni
Bài dân ca miêu tả cảnh tiễn bạn qua đèo trong không gian là buổi chiều tà vắng vẻ, lạnh lẽo, chỉ có tiếng chim kêu vượn hú, cùng với đó là sự ngạc nhiên có phần kinh sợ của người bạn. Sự ngạc nhiên này được thể hiện bởi các thán từ "uẩy... oả" và các câu hỏi liên tiếp "chi rứa?... chi rứa?" (gì thế?...gì thế). Bài dân ca gợi người nghe liên tưởng tới cảnh hoang vu của đèo Ngang hay sự nguy hiểm rình dập khi đi qua Phá Tam Giang, hai địa danh nổi tiếng của miền Trung Việt Nam. Tuy vậy bài dân ca trên không nêu cụ thể con đèo ở trên là đèo nào mà chỉ nêu lên cảnh hoang vu, vắng vẻ của núi rừng miền Trung, trong buổi chiều tà. Hoàn cảnh gợi nên nỗi buồn khi phải chia li của đôi bạn.
Có ý kiến cho rằng bài dân ca gợi lại hình ảnh những đoàn dân binh dưới thời phong kiến trên đường rời xa quê hương, vào Nam lập nghiệp.

## Ca sĩ thể hiện thành công
- Thu Hiền
- Quang Linh

## Ảnh hưởng
Bài dân ca lý hoài nam đã được hai nhạc sĩ Việt Nam là Nguyễn Văn Thương và Ngọc Phan phát triển, tạo nên một tác phẩm khí nhạc nổi tiếng để đời cho cây sáo trúc mang tên Nhớ về nam. Nhớ về nam kết hợp hài hòa giữa đường nét hồn nhiên da diết của âm nhạc dân gian với sự tinh tế của kỹ thuật âm nhạc hiện đại.. Nghệ sĩ ưu tú Đinh Thìn là một trong những người thể hiện thành công Nhớ về nam, ông đạt Huy chương Vàng tại Hội diễn ca múa nhạc toàn quốc với phần biểu diễn tác phẩm này. Trong tác phẩm Hồ Chí Minh - Chân dung một con người của đạo diễn Bùi Đình Hạc, Lê Mạnh Thích, ngoài phần nhạc nền là bài ví giận thương - dân ca Nghệ Tĩnh, tác phẩm độc đấu sáo trúc của Nguyễn Văn Thương và Ngọc Phan cũng được đưa vào, cùng một số tác phẩm khí nhạc khác đã góp phần tạo nên thành công của bộ phim tài liệu này.